# José Gonçalves da Costa
José Gonçalves da Costa CSsR (* 27. April 1914 in Belo Horizonte; † 19. Juni 2001 ebenda) war ein brasilianischer Ordensgeistlicher und römisch-katholischer Erzbischof von Niterói.

## Leben
José Gonçalves da Costa trat der Ordensgemeinschaft der Redemptoristen bei, legte am 2. August 1933 die Profess ab und empfing am 18. Dezember 1938 die Priesterweihe.
Papst Johannes XXIII. ernannte ihn am 25. Juni 1962 zum Weihbischof in São Sebastião do Rio de Janeiro und Titularbischof von Rhodopolis. Der Erzbischof von São Sebastião do Rio de Janeiro, Jaime Kardinal de Barros Câmara, spendete ihm am 19. August desselben Jahres die Bischofsweihe; Mitkonsekratoren waren João Resende Costa SDB, Koadjutorerzbischof von Belo Horizonte, und Alexandre Gonçalves do Amaral, Erzbischof von Uberaba.
Als Wahlspruch wählte er AMORIS OFFICIUM PASCEREIN. Er nahm an der zweiten bis vierten Sitzungsperiode des Zweiten Vatikanischen Konzils als Konzilsvater teil.
Papst Paul VI. ernannte ihn am 24. November 1969 zum Bischof von Presidente Prudente. Der Papst ernannte ihn am 19. August 1975 zum Koadjutorerzbischof von Niterói und Titularerzbischof pro hac vice von Ulcinium. Mit der Emeritierung Antônio de Almeida Moraes Juniors am 19. April 1979 folgte er ihm als Erzbischof von Niterói nach. Am 9. Mai 1990 nahm Papst Johannes Paul II. seinen altersbedingten Rücktritt an.